# Venere bionda
Venere bionda (Blonde Venus) è un film del 1932 diretto da Josef von Sternberg.

## Trama
Sul matrimonio felice fra l'ex cantante tedesca Helen e il chimico statunitense Ned, da cui è nato il piccolo Johnny, pesa la grave malattia dell'uomo, contaminato dalle radiazioni. Per raccogliere in fretta il denaro necessario alle terapie, Helen torna a cantare con grande successo nei night club e, in cambio di un aiuto finanziario, accetta di diventare l'amante dell'affascinante playboy Nick Townsend.
Quando il marito, di ritorno dalle cure, scopre che Helen è stata via di casa per molto tempo, si insospettisce. Lei gli confessa il tradimento compiuto per salvare la vita del marito; nonostante Helen abbia perseguito un nobile scopo, egli la ripudia e le annuncia che le toglierà il figlio. Terrorizzata da questa prospettiva, Helen fugge con Johnny ma si ritrova ben presto al verde. Viene braccata dalla polizia e accusata di sequestro di persona e vagabondaggio. Alla fine, si separa spontaneamente dal figlio si trasferisce a Parigi dove si ricostruisce un'esistenza riprendendo a esibirsi nei teatri cittadini e raccogliento un sempre crescente successo. È a quel punto che incontra nuovamente Nick. I due stavolta finiscono per fidanzarsi e decidono di ritornare insieme negli Stati Uniti; il progetto fa notizia sui giornali e persino l'ex compagno di Helen viene a saperne. 
Sulla riconquistata serenità di Helen pesa tuttavia il ricordo della sua famiglia, in particolare la mancanza del figlio Johnny, anche se la donna fa di tutto per nasconderlo a Nick. Alla fine, comunque, il fidanzato si rende conto della situazione e, con uno slancio di insospettata generosità, riesce a convincere i due genitori che il rientro a casa di Helen sarà la soluzione migliore per tutti.

## Riprese
Il film venne girato dal 26 maggio all'11 giugno 1932 in California, al Paramount Ranch - 2813 Cornell Road di Agoura e ai Paramount Studios - 5555 Melrose Avenue di Hollywood.

## Distribuzione
Il film uscì in sala il 16 settembre 1932, distribuito dalla Paramount Pictures.

### Date di uscita
IMDb
- USA	16 settembre 1932
- Germania	18 novembre 1932
- Francia	25 novembre 1932
- Finlandia	27 novembre 1932
- Danimarca	26 dicembre 1932
- Germania Ovest	15 febbraio 1969	 (prima TV)
- Germania Est	23 gennaio 1980	 (prima TV)
- Germania Ovest	1987	 (anteprima video)
- Giappone	4 marzo 2000	 (riedizione)

Alias:
- Blonde Venus	USA (titolo inglese)
- Blonde Venus	Finlandia / Germania (titolo TV)
- Blonde Vénus	Francia
- Blonda Venus   Svezia
- Den blonde Venus	Danimarca
- Die blonde Venus	Germania
- La Venus rubia	Spagna
- Szőke Vénusz	Ungheria
- Vaalea Venus	Finlandia
- Venere bionda	Italia
- Venus Loira	Portogallo
- Xanthi Afroditi 	Grecia

## Citazioni
- Il film viene citato, utilizzando filmati di repertorio, in Le dee dell'amore (The Love Goddesses), documentario di Saul J. Turell del 1965.
- Nel film Batman & Robin il personaggio interpretato da Uma Thurman si esibisce nella danza del gorilla come Marlene Dietrich.
- Nel film di Bernardo Bertolucci, The Dreamers - I sognatori, il personaggio di Isabelle interroga e sfida il fratello a riconoscere la danza del gorilla.